# Украинское изобразительное искусство

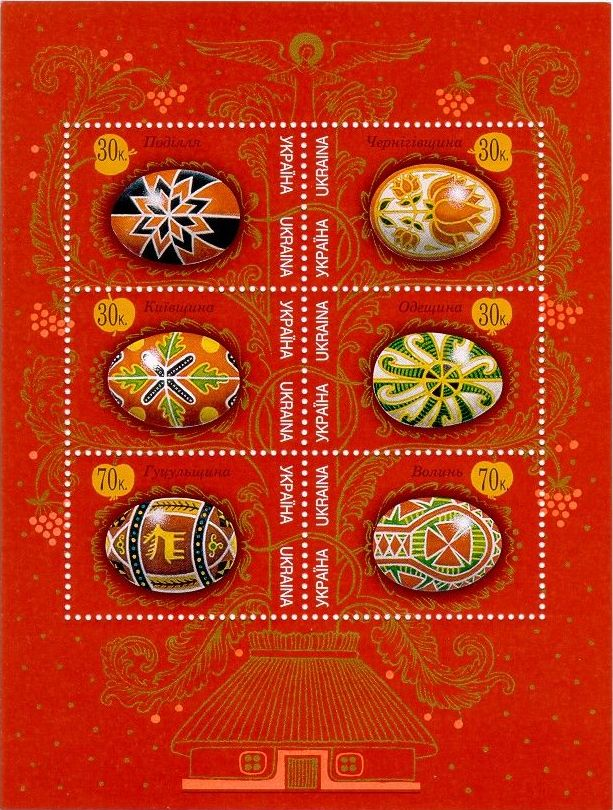
Почтовый блок «Писанки»: Подолье, Черниговщина, Киевщина, Одещина, Гуцульщина, Волынь, Украина, 2000

Развитие изобразительного искусства на территории современной Украины ведёт отсчёт с древних времён. Находки археологов, в частности, периода трипольской и скифской культур, отличаются искусной техникой исполнения и удостоверяют высокий художественный уровень произведений этих культур.

## Иконопись
Дошедшие до нас образцы искусства Киевской Руси, показывают, что оно развивалось в общем русле средневековой европейской культуры и было связано с церковью и христианской верой. Ведущие жанры изобразительного искусства Древнерусского государства — мозаика, фреска, иконопись и книжная миниатюра.
Целый мир древнерусского искусства в едином ансамбле архитектуры, живописи и декоративно-прикладного искусства дошел до нас в киевском Софийском соборе, который сохранил образцы светского монументального искусства XI века. Украшением собора является сохранившиеся мозаики, которые украшают центральный купол и главный алтарь.
Шедевром искусства мозаики считается изображение Оранты в центральной апсиде. Мозаика 6 метров высотой. Уникальность изображения заключается в том, что оно выполнено на внутренней поверхности апсиды собора, и с разных точек Оранта выглядит изображенной в разных позах — стоя, склонившись в молитве или на коленях.

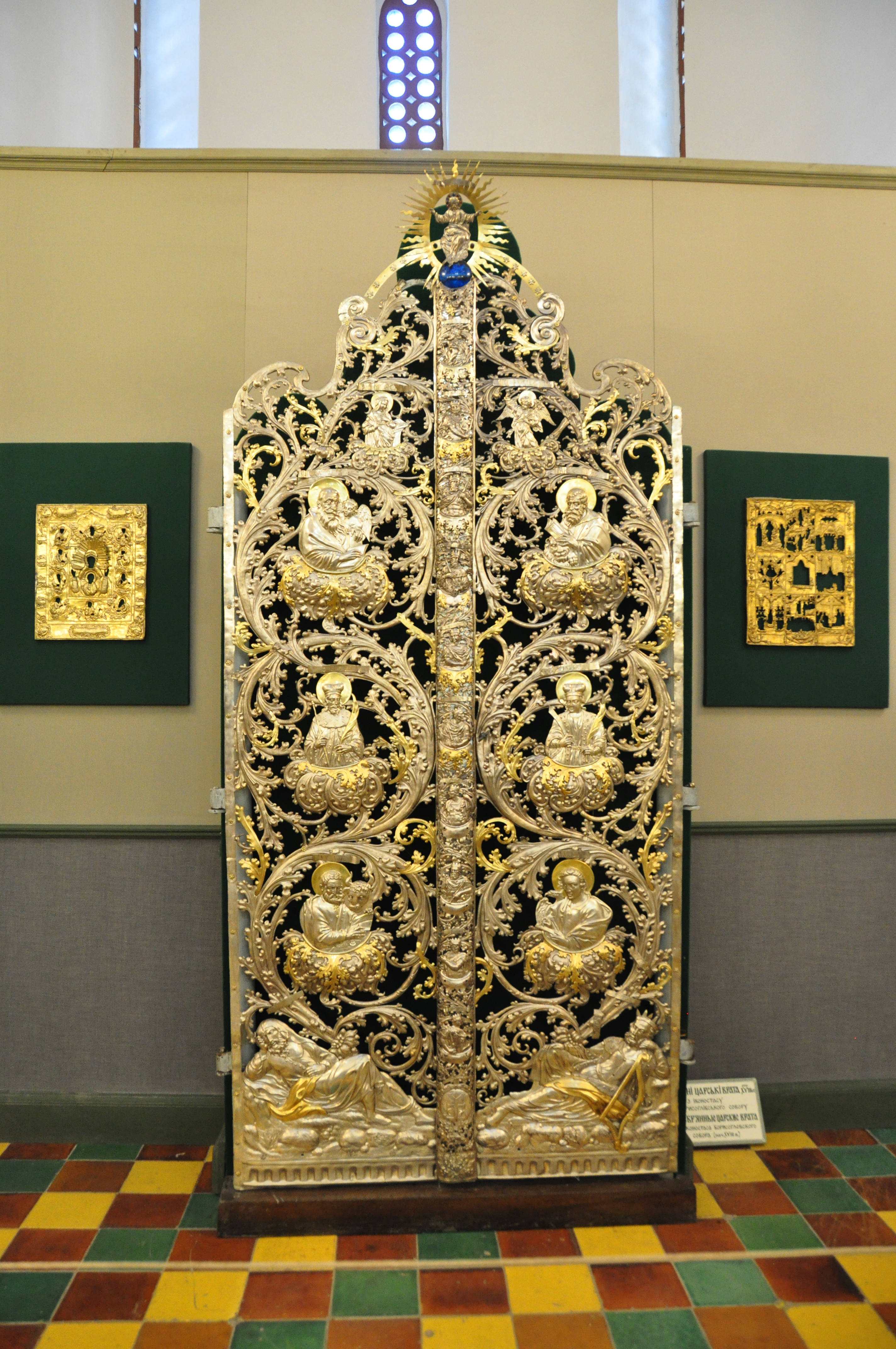
Серебряные, позолоченные царские врата из Борисоглебского собора Чернигова, начало XVIII века
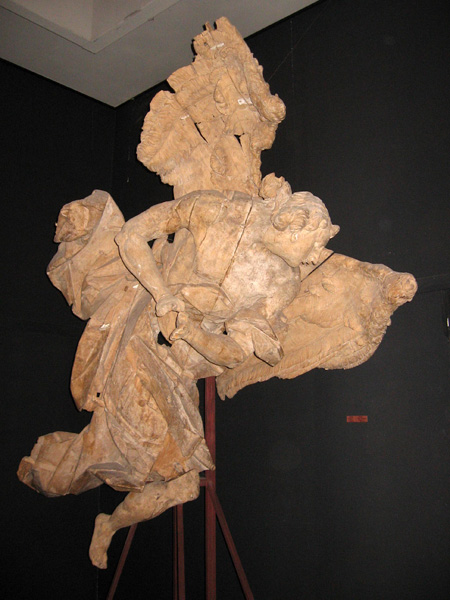
Пинзель, «Ангел», середина XVIII века

## Светский портрет

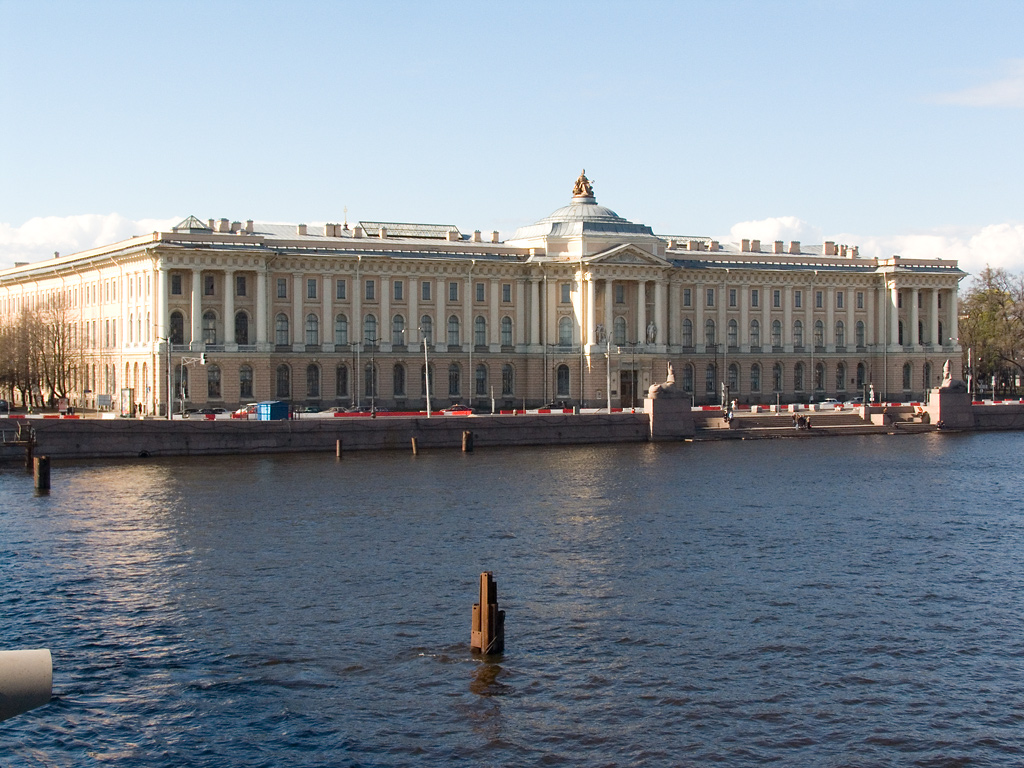
Петербургская академия искусств на берегу Невы, 1764-89, арх. Ж. Б. Валлен-Деламот и А. Ф. Кокоринов. Здесь работали и закладывали фундамент русской академической школы Дмитрий Левицкий, Владимир Боровиковский. Академия воспитала также много украинских художников: Тараса Шевченко, Владимира Орловского, Николая и Александра Мурашко, Сергея Васильковского, Николая Пимоненко, Николая Самокиша, Фёдора Кричевского, Клима Трохименко и др.

До XVII века главными художественными произведениями на территории современной Украины оставались иконы. Переходную роль между иконописью и светской портретной живописью занимали так называемые парсуны — портреты, выполненные приемами иконописной техники. Состоятельные семьи казацкой старшины часто заказывали себе портреты.

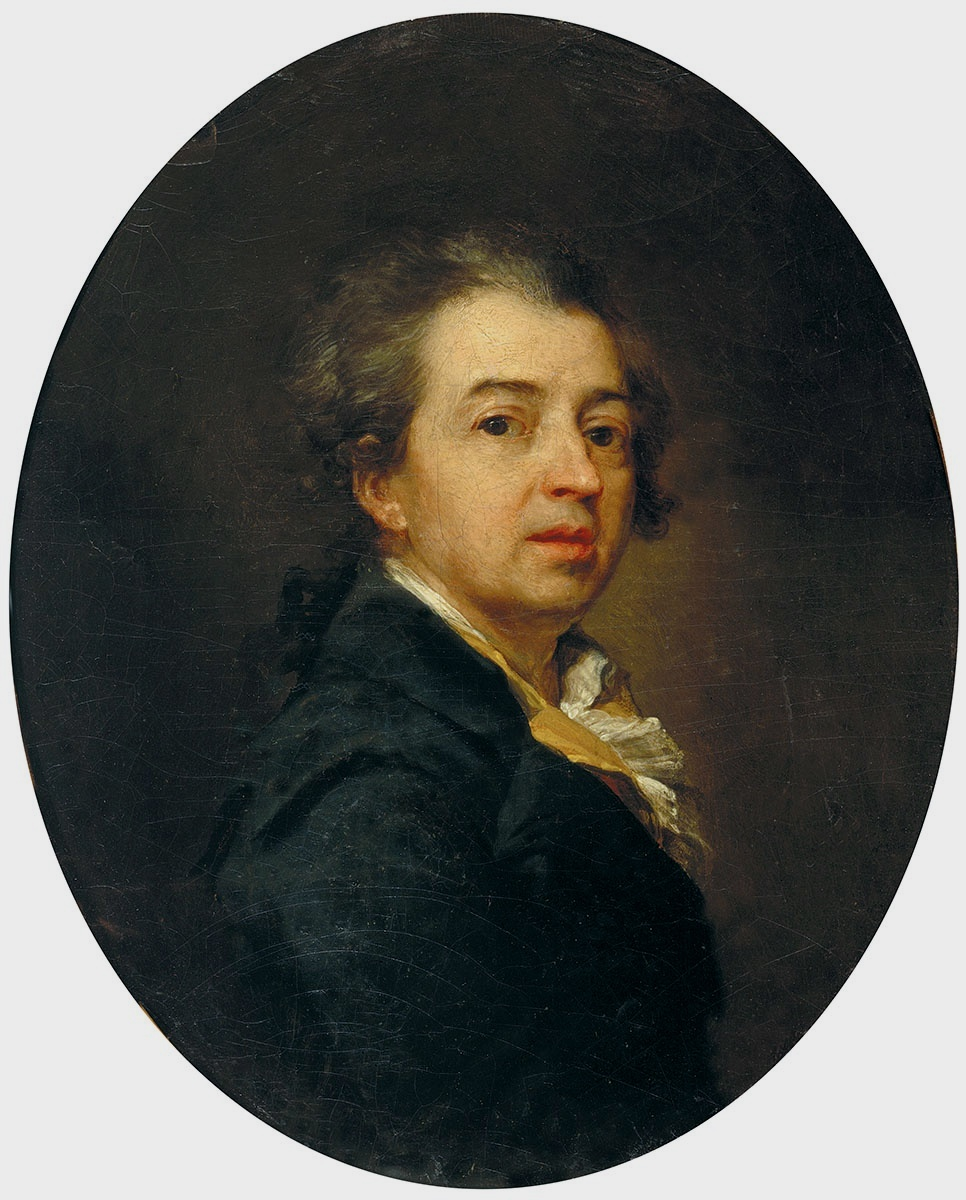
Дмитрий Левицкий, 1735—1822, автопортрет (1783)

В XVII—XVIII веках важную роль в развитии национального художественного искусства играли художественная школа при Киево-Печерской лавре и Киево-Могилянская академия. Выдающимся художественным центром в Харькове были «дополнительные классы» при Харьковском коллегиуме, которые фактически были настоящей академией искусства.
Расцвет светской портретной живописи приходится на вторую половину XVIII века. Именно тогда много талантливой украинской молодежи обучалось и работало в Петербургской академии художеств. Самые известные художники России того времени Дмитрий Левицкий - родом из Киева, Владимир Боровиковский - из Миргорода. Украинцами были создатель исторического жанра русского академического искусства Антон Лосенко (уроженец Глухова) и выдающийся скульптор эпохи классицизма Иван Мартос из Ични Черниговской губернии.
Творчество Дмитрия Левицкого подняло портретное искусство Российской империи до уровня западноевропейских художников. Магнатская семья Воронцовых считала его семейным мастером и хорошо платила за портреты его кисти. А портреты благородных смолянок стали уникальной серией портретов всего XVIII века, как и прижизненный портрет философа Дени Дидро, который позировал Левицкому в Петербурге.